# 朝鮮民主主義人民共和国国務委員会
朝鮮民主主義人民共和国国務委員会（ちょうせんみんしゅしゅぎじんみんきょうわこくこくむいいんかい）は、2016年6月29日に設立された朝鮮民主主義人民共和国（北朝鮮）における国家主権の最高政策指導機関。
委員会を司る国務委員長は北朝鮮の元首であり憲法では北朝鮮を代表する最高指導者と規定される。現在金正恩がその地位に就いている。

## 概要
2016年6月29日に開催された第13期最高人民会議第4回会議で憲法が改正されそれまでの国防委員会に代わって新設された。国防委員会は第2代最高指導者・金正日の執権時代に掲げられた先軍政治の思想の基に重要視された「最高国防指導機関」だったが、新たに設置された国務委員会は改正憲法により「最高政策指導機関」と規定され、軍事に加えて外交、経済などの国家全体に責任を持つ機関として位置づけられた。
これにより初代最高指導者・金日成の執権時代に「国家主権の最高指導機関」とされていた中央人民委員会を頂点とする政治体制に近くなったものと分析されている。また、国防委員会の構成員は主に朝鮮人民軍の軍人（制服組）で占められていたが、新設された国務委員会では軍人よりも朝鮮労働党の党人が重用されている。
このような組織改編は、2011年12月に金正日が急逝したのを受けて第3代最高指導者となった金正恩が父親の正日が残した「遺訓」から脱して、改めて金正恩体制の確立を内外にアピールしたものであると分析された。その一方で、国防委員会は金日成の死後に大量の餓死者を出した1990年代の苦難の行軍の時期に強化された一種の非常管理体制であり、国務委員会への組織改編は非常事態が一段落し、社会主義体制による正常な国家に戻ったことをアピールしたものとも分析された。
また、金正恩が最高指導者に就任した後に行われた軍事的な決定は国家機関の国防委員会よりも、党機関の党中央軍事委員会で下されることが多くなっており、党の役割が再強化されたといわれており、その分析を裏付けるように国防委員会が廃止されて党人が多く参画する国務委員会が設立されたことになる。
国防委員会の傘下機関であった人民武力部、人民保安部、国家安全保衛部は、それぞれ部から省へと格下げ改編され、国務委員会の傘下機関となった。
さらに2019年4月の憲法改正により、委員長は国を代表するとの文言が付け加えられた。これにより名実ともに金正恩が憲法上も国家元首と位置づけられ、2021年には委員長の英語表記がそれまでの「the Chairman of the State Affairs Commission of the Democratic People's Republic of Korea」から「President of the State Affairs Commission of the Democratic People's Republic of Korea」に変更された。ただし、外国使節の信任状および召喚状の接受などの儀礼的な国家元首の業務は従前どおり最高人民会議常任委員会委員長が担っている。

## 国防委員会からの変更点
2016年憲法改正によって国防委員会から国務委員会に変更されたことで、委員会と委員長の役割と職権が変更された。以下に主な変更点をあげる。
なお、国家の最高指導者としての委員長の職権のうち「国家の全般事業を指導する」、「委員会の事業を指導する」、「他の国と結んだ重要条約を批准または廃棄する」については変更がなかった。

### 国務委員会の役割の変更点
- 「国家主権の最高国防指導機関」（前憲法106条）を「国家主権の最高政策指導機関」に変更。
- 「先軍革命路線を貫徹するための国の主要政策を立てる」「国家の全般的武力と国防建設事業を指導する」（前憲法109条1項と2項）を「国防建設事業をはじめとする国の重要政策を討議決定する」に変更。
- 「国防部門の重要な機関を設置または廃止する」「軍事称号を制定し、将官以上の軍事称号を授与する」を削除。
- 「最高人民会議の休会中に内閣総理の提議により、副総理、委員長、相、その他の内閣成員を任命、または解任する。」を2019年改憲で追加。（改正前は最高人民会議常任委員会の権限、前憲法116条11項）

### 国務委員会委員長職権の変更点
- 「国防部門の重要な幹部を任命または解任する」（前憲法103条3項）を「国家の重要な幹部を任命または解任する」に変更。
- 「戦時の国家防衛委員会を組織する」を追加。
- 「全般的な武力最高司令官」から「武力総司令官」に改正。
- 代議員職の兼職禁止。「全朝鮮人民の総意により最高人民会議で国務委員会委員長を選出する。」を2019年改憲で追加。

## 国務委員長

### 職権
2019年憲法における国務委員長の職権は以下の通り。
- 国務委員長は、国を代表する朝鮮民主主義人民共和国の最高指導者である。（第100条）[注 2]
- 国務委員長の任期は、最高人民会議の任期と同一である。（第101条）
- 国務委員長は、朝鮮民主主義人民共和国の全般的武力の最高司令官となり、国家の一切の武力を指揮・統率する。（第102条）
- 国務委員長は、次のような任務と権限を有する。（第103条）
  - 国家の事業全般を指導する。
  - 国務委員会の活動を直接指導する。
  - 国家の重要な幹部を任命、または解任する。
  - 外国と締結した重要な条約を批准、または廃棄する。　
  - 特赦権を行使する。
  - 国の非常事態と戦時状態、動員令を公布する。
  - 戦時に国家防衛委員会を組織、指導する。
- 国務委員長命令の発令。（第104条）
- 国務委員長はその職務について、最高人民会議に対して責任を負う。（第105条）

### 委員長の一覧
| 代  | 委員長                         | 委員長 | 所属政党   | 期 | 在任期間                 | 在任期間    | 備考 |
| --- | ------------------------------ | ------ | ---------- | -- | ------------------------ | ----------- | ---- |
| 001 | 金正恩 キム・ジョンウン 김정은 |        | 朝鮮労働党 | 1  | 2016年6月29日 - （現職） | 8年 + 256日 |      |

## 構成員

### 2016年6月29日、第13期最高人民会議第4回会議
- 国務委員長：金正恩
- 副委員長：黄炳瑞、崔竜海、朴奉珠
- 委員：金己男、李万建、金英哲、李洙墉、李容浩、朴永植、金元弘、崔富日[3]

### 2018年4月11日、第13期最高人民会議第6回会議
- 国務委員長：金正恩
- 副委員長：崔竜海、朴奉珠
- 委員：金英哲、李洙墉、李容浩、朴永植、崔富日
  - 補選された委員：金正覚、朴光浩、太宗秀、鄭京擇[11]

### 2019年4月11日、第14期最高人民会議第1回会議
- 国務委員長：金正恩
- 第1副委員長：崔竜海
- 副委員長：朴奉珠
- 委員：金才龍、李万建、李洙墉、金英哲、太宗秀、李容浩、金秀吉、努光鉄、鄭京擇、崔富一、崔善姫

### 2020年4月12日、第14期最高人民会議第3回会議
- 国務委員長：金正恩
- 第1副委員長：崔竜海
- 副委員長：朴奉珠
- 委員：金才龍、李万建、金英哲、金秀吉、鄭京擇、崔善姫
  - 補選された委員：李炳哲、金衡俊、金正官、李善権、金正浩[12]

### 2021年9月29日、第14期最高人民会議第5回会議
- 国務委員長：金正恩
- 第1副委員長：崔竜海
- 副委員長：金徳訓
- 委員：金英哲、鄭京擇、李善権、趙甬元、朴正天、呉秀容、李永吉、張正男、金成男、金与正[13][14]